# Système policier de l'empire du Japon

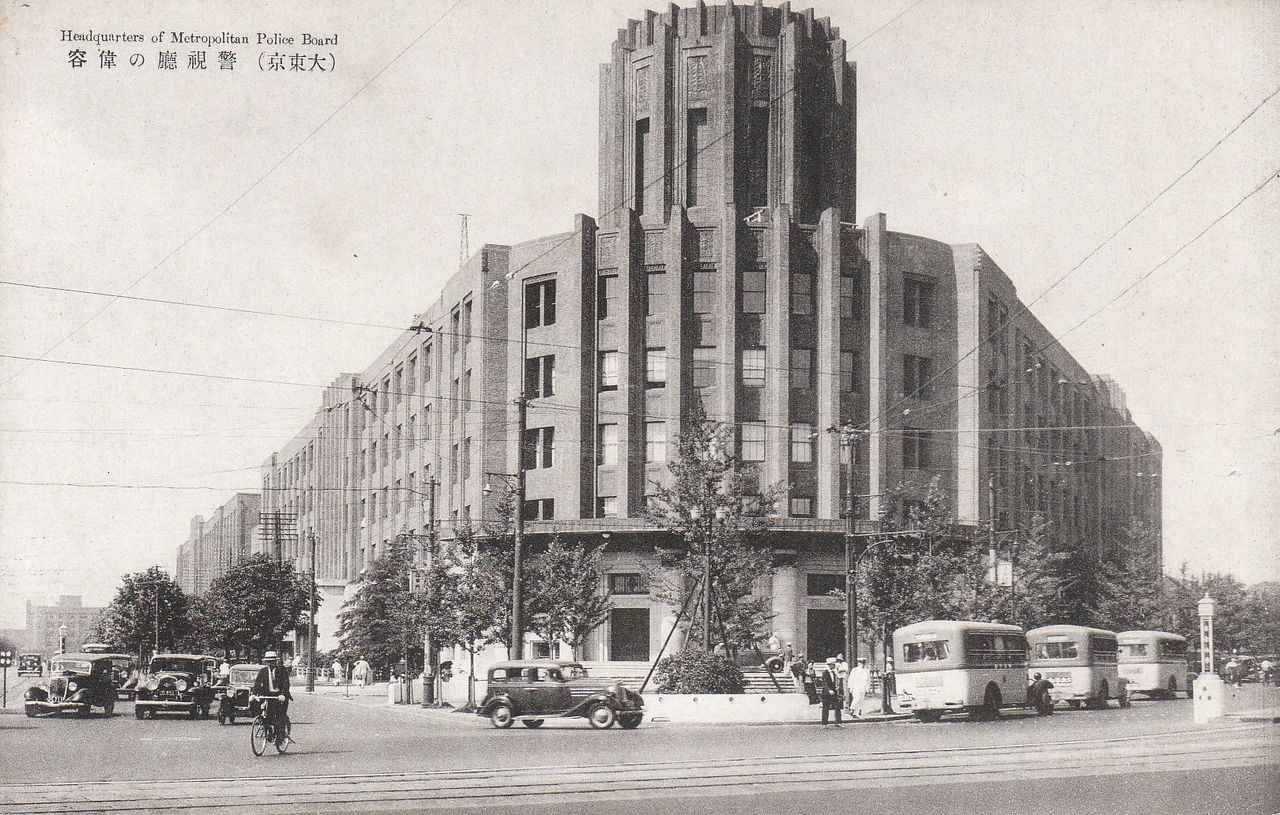
Siège du département de la Police Métropolitaine de Tokyo en 1931.

Le système policier (警察制度, Keisatsu Seidō) de l'empire du Japon comprenait de nombreux services de police avec, dans de nombreux cas, des juridictions qui tendaient à se chevaucher.

## Histoire et contexte

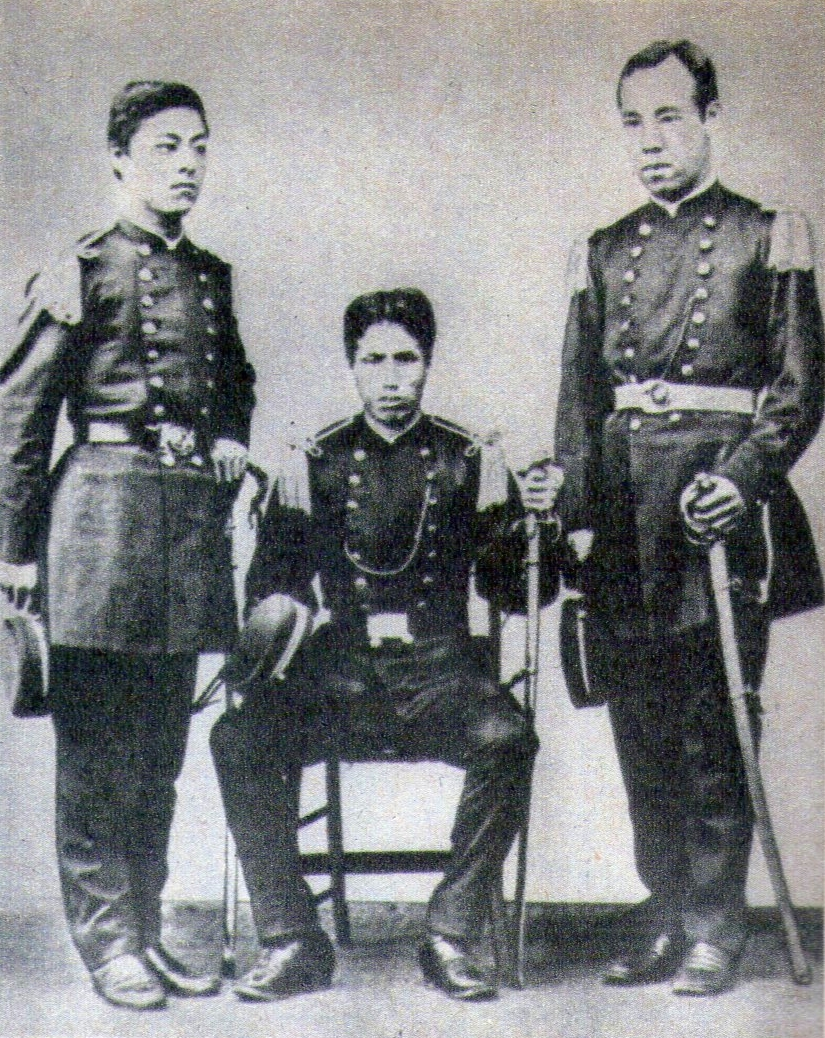
Policiers japonais vers 1875.

Durant l'époque Edo (1603-1867), les fonctions de la police étaient menées par un corps de magistrats citoyens choisis dans la classe des samouraïs et qui exerçaient simultanément les rôles de chef de la police, procureur et juge. Ces magistrats étaient assistés par une force de police professionnelle avec des officiers samouraïs et des citoyens ordinaires appelés jittemochi qui avaient l'autorisation de procéder à des arrestations. L'ensemble des citoyens étaient divisés en gonin-gumi (association des cinq familles), l'ancêtre de la Tonarigumi, dont tous les membres étaient responsables devant la collectivité pour les actes de chacun des membres. La formule officielle utilisée pendant l'époque féodale pour informer une personne de son arrestation était « Go yo ! », ce qui signifiait « Mission officielle ! » ou « Nettoyage de la zone ! ».
À la suite de la restauration de Meiji et de la modernisation du Japon, le nouveau gouvernement de Meiji envoya Kawaji Toshiyoshi en Europe pour étudier les différents systèmes d'application de la loi. Il rentra dans son pays très impressionné par la structure et les techniques de la police française de la troisième république et aussi par celle de la Prusse qu'il prit comme modèles pour établir le nouveau système policier japonais. Avec la création du Ministère japonais des Affaires intérieures en 1873, ses recommandations furent mises en œuvre et les pouvoirs de la police civile furent centralisés au niveau national bien que la mise en œuvre était déléguée aux préfectures.
Sous l'autorité du ministère des Affaires intérieures, le Keihōkyoku (département de la police) avait également des fonctions quasi-judiciaires, comme le pouvoir de délivrer des ordonnances, de réguler les licences de commerce, les permis de construire, la sécurité sur les lieux de travail et les questions de santé publique, en plus de ses fonctions d'ordre public ou policier. Le système de police centralisé acquit régulièrement de nouvelles responsabilités jusqu'à contrôler presque tous les aspects de la vie quotidienne, comme la prévention des incendies ou la médiation des conflits de travail.
Durant la rébellion de Satsuma en 1877, l'absence d'un système organisé et d'une armée permanente professionnelle força le gouvernement à utiliser des unités de la police comme milices pour réprimer la révolte.
Après 1911, un nouveau département, la Haute police spéciale (Tokkō), fut créée pour traiter spécifiquement les crimes politiques. La Tokkō enquêtait sur les idéologies potentiellement dangereuses comme l'anarchisme, le communisme ou le socialisme et sur les groupes de personnes étrangères en augmentation à l'époque, mais son champ d'investigation s'est progressivement élargi pour y inclure les groupes religieux, les pacifistes, les activités étudiantes, les libéraux et les partisans de l'extrême-droite. La Tokkō contrôlait également le contenu des films, les réunions politiques et les campagnes d'élection. Elle avait aussi une fonction de contre-espionnage similaire au MI5 britannique.
Les militaires tombèrent sous la juridiction de la Kenpeitai pour l'armée impériale japonaise et de la Tokkeitai pour la Marine impériale japonaise, bien que ces deux institutions avaient les mêmes compétences sur la population civile.
Après l'incident de Mukden en 1931, la police militaire eut une plus grande autorité, ce qui entraîna des frictions avec ses homologues civils. Avec le début de la seconde guerre sino-japonaise en 1937, la police réglementa l'industrie et le commerce, pour maximiser l'effort de guerre et empêcher la spéculation et le monopole, mobilisa des travailleurs et contrôla les transports.
Des services de police civils furent également mis en place dans les territoires extérieurs du Japon (en Corée, au Guandong, à Taïwan, à Karafuto et dans les dépendances territoriales japonaises à Shanghai, Pékin et Tianjin avant la guerre). Plus tard, dans les années 1930, des services de police civils et locaux opérèrent au Mandchoukouo, au Mengjiang et dans le Gouvernement national réorganisé de la République de Chine. Les services de police et de sécurité dans les îles du Pacifique sous mandat et les territoires occupés étaient à la charge de la Tokkeitai.
La zone métropolitaine de Tokyo était sous la juridiction de la Teikoku Keishichō (帝國警視廳) ou simplement Keishichō qui fut dirigée par Kawaji en personne à partir de 1874 et à partir de laquelle il pouvait décider de l'organisation du système policier national.
Les vagues formulations des Lois de Préservation de la Paix donnaient à la police la possibilité d’interpréter librement ce qui était considéré comme des "activités criminelles" et, sous le couvert du "maintien de l'ordre", la police disposait d'importants pouvoirs de surveillance et d'arrestation. Du fait du manque de compte-rendu et d'une tradition de "coupable jusqu'à ce que l'innocence soit prouvée", il y eut beaucoup de brutalité policière. Dans les zones rurales en particularité, la police avait beaucoup d'autorité et se voyait accorder le même mélange de crainte et de respect que le chef de village. L'implication croissante de la police dans les affaires politiques fut l'un des fondements de l'autoritarisme au Japon dans la première moitié du XXe siècle.
Après la reddition du Japon en août 1945, les troupes d'occupation américaines conservèrent la structure policière d'avant-guerre jusqu'à l'établissement d'un nouveau système et que la Diète du Japon vota une loi sur la police en 1947 créant ainsi l'agence de police nationale.

## Armes standards des forces de police civiles
- Fusils : 
  - Fusil Arisaka Type 38
  - Fusil de cavalerie Type 44
  - Mitraillette légère Type 97

- Pistolets et revolvers :
  - Revolver Type 26
  - Pistolet Nambu Type 14
  - Pistolet Nambu Type 94

## Source de la traduction
- (en) Cet article est partiellement ou en totalité issu de l’article de Wikipédia en anglais intitulé « Police services of the Empire of Japan » (voir la liste des auteurs).